# Trzej Bracia (Sudety)
Trzej Bracia – skałki na grzbiecie odchodzącym na północ od Długosza w Górach Kruczych (cz. Vraní hory) w Sudetach Środkowych.
Zbudowane z permskich porfirów. Częściowo porośnięte krzakami.
Przechodzi tędy  żółty szlak turystyczny z Kamiennej Góry przez Betlejem do Krzeszowa.